# Anisien
| Systeem | Serie     | Etage         | Ouderdom (Ma) | Lithostratigrafie |
| --- | --------- | ------------- | ------------- | ----------------- |
| Jura | Onder     | Hettangien    | jonger        | Lias              |
| Trias | Boven     | Rhaetien      | 201,3–208,5   | Lias              |
| Trias | Boven     | Rhaetien      | 201,3–208,5   | Keuper            |
| Trias | Boven     | Norien        | 208,5–228     |                   |
| Trias | Boven     | Carnien       | 228–235       |                   |
| Trias | Midden    | Ladinien      | 235–242       |                   |
| Trias | Midden    | Ladinien      | 235–242       | Muschelkalk       |
| Trias | Midden    | Anisien       | 242–247,2     |                   |
| Trias | Midden    | Anisien       | 242–247,2     | Buntsandstein     |
| Trias | Onder     | Olenekien     | 247,2–251,2   |                   |
| Trias | Onder     | Indien        | 251,2–252,2   |                   |
| Perm | Lopingien | Changhsingien | ouder         |                   |
| Perm | Lopingien | Changhsingien | ouder         | Zechstein         |
| Indeling van het Trias volgens de ICS en NW-Europese lithostratigrafische namen. Cursieve ouderdommen zijn slechts indicaties. |           |               |               |                   |

Het geologisch tijdperk Anisien (Vlaanderen: Anisiaan) is de vroegste tijdsnede of de onderste etage in het Midden-Trias, die duurde van ongeveer 247,2 tot rond 242 Ma. Het Anisien komt na/op het Olenekien en na het Anisien komt het Ladinien.

## Naamgeving en definitie
De naam Anisien is afgeleid van Anisus, de Latijnse naam voor de rivier de Enns die door Grossreifling in de Oostenrijkse deelstaat Stiermarken stroomt. In Grossreifling bevindt zich de oorspronkelijke typelocatie. Een golden spike voor het Anisien is nog niet vastgelegd, voorgesteld is een ontsluiting in de Deşli Caira in de Roemeense regio Dobroedzja te nemen.
De basis van het Anisien ligt in de buurt van het eerste voorkomen van de ammonieten Japonites, Paradanubites en Paracrochordiceras en de conodont Chiosella timorensis. Deze ligt echter nog niet vast, een ander voorstel is de basis bij het begin van de magnetische chronozone MT1n te leggen. De top van het Anisien (gelijk aan de basis van het Ladinien) ligt bij het eerste voorkomen van de ammoniet Eoprotrachyceras curionii en de ammonietenfamilie der Trachyceratidae. Ook het eerste verschijnen van de conodont Neogondolella praehungarica ligt bij de top van de etage.
In Europa valt de overgang tussen het Buntsandstein en het Muschelkalk in de loop van het Anisien. Terwijl het Buntsandstein vooral terrestrische afzettingen bevat is het Muschelkalk vooral marien van aard. De overgang werd veroorzaakt door een stijging van het zeeniveau. Het grootste deel van het Muschelkalk werd gevormd na het Anisien, in het Ladinien.